# باشگاه فوتبال فیلادلفیا یونیون
فیلادلفیا یونیون (به انگلیسی: Philadelphia Union) یک تیم فوتبال در شهر فیلادلفیا در آمریکا است که در لیگ برتر فوتبال آمریکا (ام اس ال) بازی می‌کند.
ورزشگاه پی‌پی‌ال پارک زمین خانگی این تیم است.
پیوتر نواک، کاپیتان سابق تیم ملی لهستان، سرمربی تیم است.

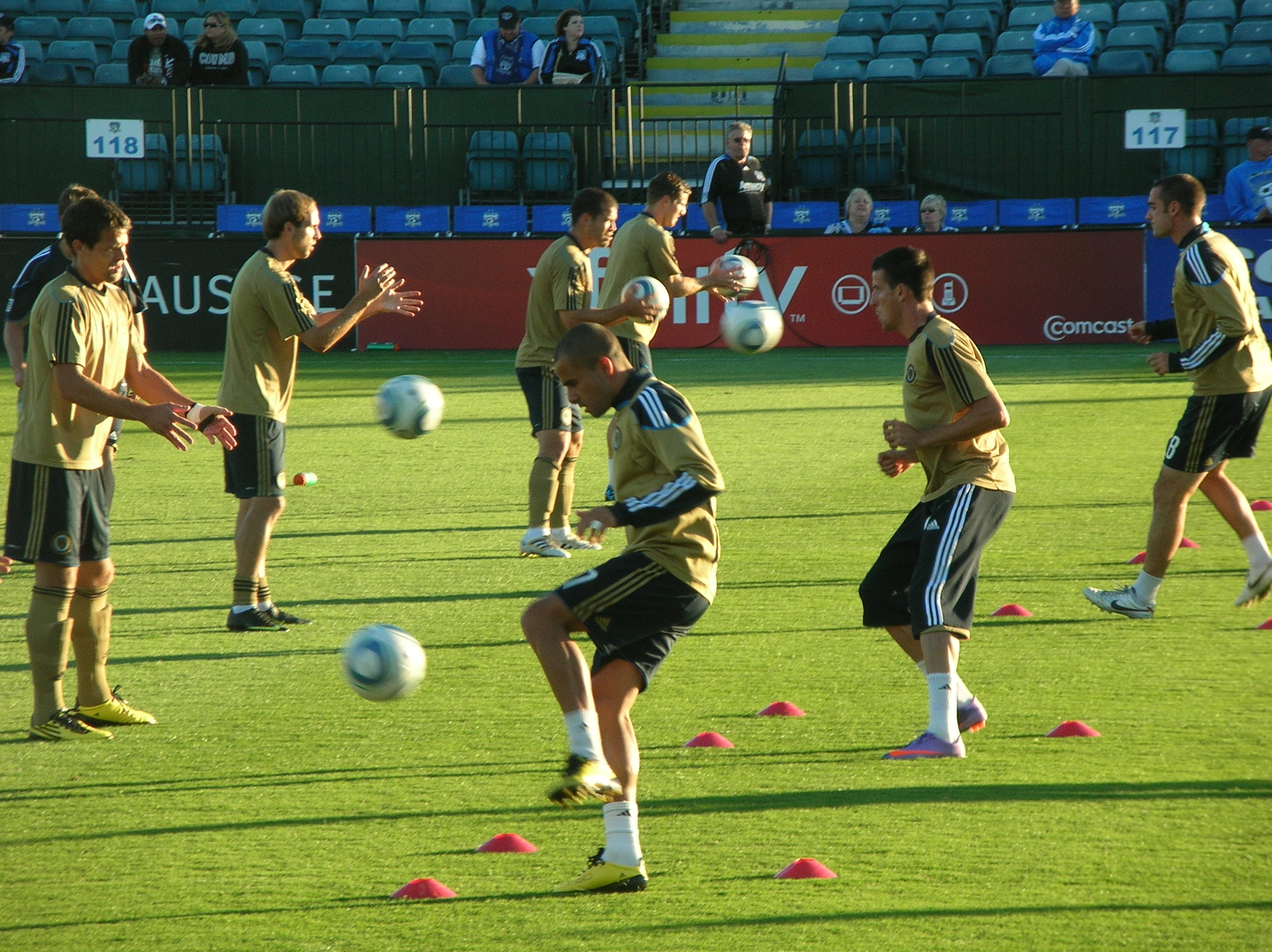

## بازیکنان کنونی
- سی‌جی ساپونگ